# Limpas
Limpas is een bestuurslaag in het regentschap Indramayu van de provincie West-Java, Indonesië. Limpas telt 4634 inwoners (volkstelling 2010).